# Лейк-Сантітла (Північна Кароліна)
Лейк-Сантітла (англ. Lake Santeetlah) — місто (англ. town) в США, в окрузі Грем штату Північна Кароліна. Населення — 38 осіб (2020).

## Географія
Лейк-Сантітла розташований за координатами 35°21′50″ пн. ш. 83°51′59″ зх. д. / 35.36389° пн. ш. 83.86639° зх. д. (35.364004, -83.866326).  За даними Бюро перепису населення США в 2010 році місто мало площу 0,50 км², з яких 0,50 км² — суходіл та 0,00 км² — водойми.

## Демографія
Згідно з переписом 2010 року, у місті мешкало 45 осіб у 26 домогосподарствах у складі 10 родин. Густота населення становила 89 осіб/км².  Було 195 помешкань (387/км²).
Расовий склад населення:
| - 91,1 % — білих - 2,2 % — корінних американців - 6,7 % — осіб інших рас |

До двох чи більше рас належало 0,0 %. Частка іспаномовних становила 8,9 % від усіх жителів.
За віковим діапазоном населення розподілялося таким чином: 13,3 % — особи молодші 18 років, 33,4 % — особи у віці 18—64 років, 53,3 % — особи у віці 65 років та старші. Медіана віку мешканця становила 69,5 року. На 100 осіб жіночої статі у місті припадало 104,5 чоловіків;  на 100 жінок у віці від 18 років та старших — 95,0 чоловіків також старших 18 років.
Середній дохід на одне домашнє господарство  становив 64 211 долар США (медіана — 62 500), а середній дохід на одну сім'ю — 76 129 доларів (медіана — 77 500). Медіана доходів становила 36 875 доларів для чоловіків та 38 750 доларів для жінок. За межею бідності перебувало 2,8 % осіб, у тому числі 0,0 % дітей у віці до 18 років та 5,0 % осіб у віці 65 років та старших.
Цивільне працевлаштоване населення становило 12 осіб. Основні галузі зайнятості: публічна адміністрація — 25,0 %, роздрібна торгівля — 16,7 %, виробництво — 16,7 %.